# Aleksei Nikitenkov
Aleksei Aleksandrovich Nikitenkov (tiếng Nga: Алексей Александрович Никитенков; sinh ngày 6 tháng 1 năm 2001) là một cầu thủ bóng đá người Nga thi đấu cho FC Chertanovo Moskva.

## Sự nghiệp câu lạc bộ
Anh có màn ra mắt tại Giải bóng đá chuyên nghiệp quốc gia Nga cho FC Chertanovo Moskva vào ngày 20 tháng 5 năm 2018 trong trận đấu với FC Murom.